# انجیر آبی
انجیر آبی (نام علمی: Elaeocarpus angustifolius) نام یک گونه از سرده زیتون‌وش‌ها است.